# 漂鳥

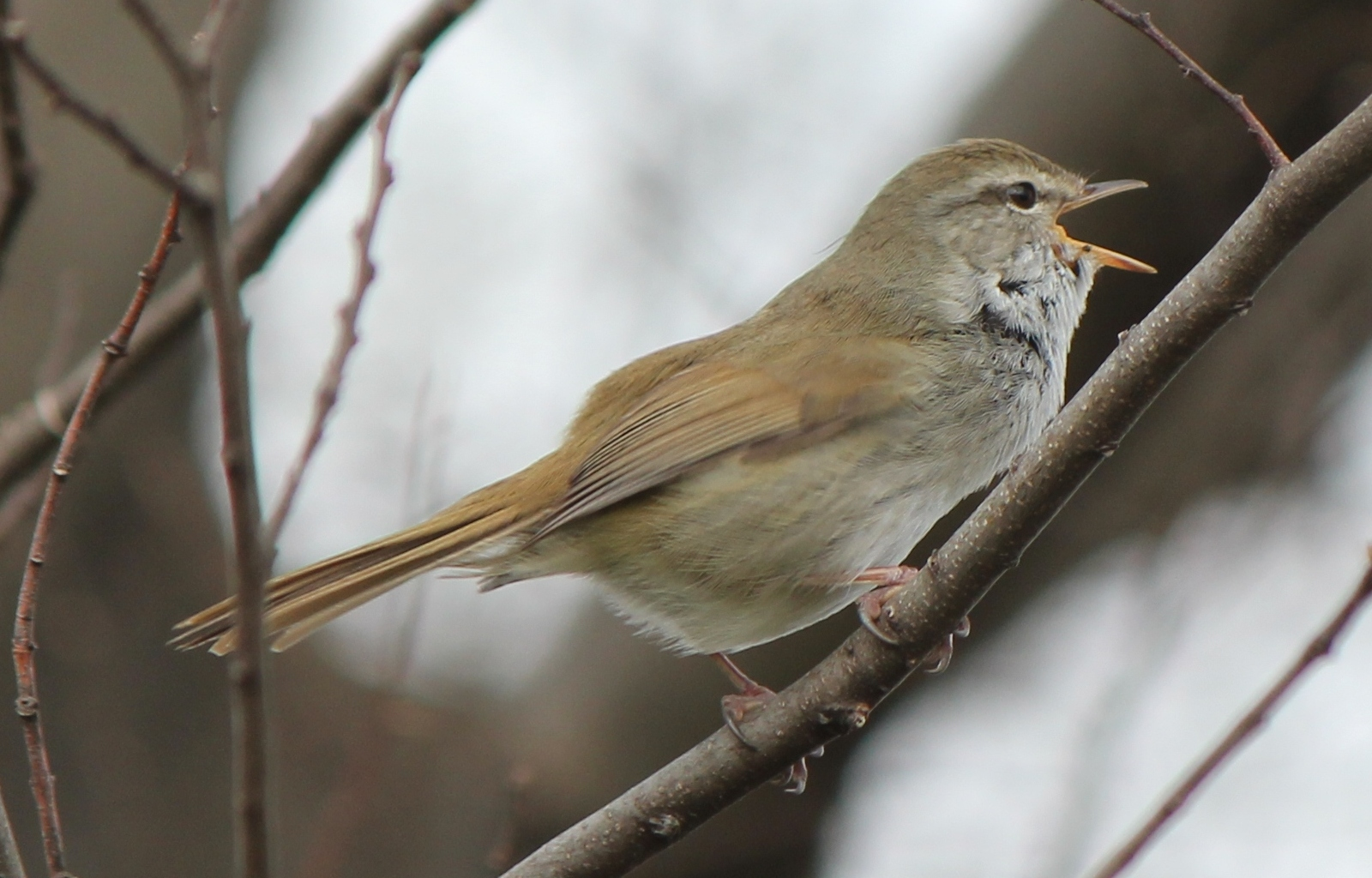
一部地域で漂鳥であるウグイス

漂鳥（ひょうちょう）は、暑さ、寒さを避けるため、夏は山地、冬は平地、と言うように繁殖地と越冬地を区別して日本国内を季節移動する鳥。

## 概説
漂鳥は繁殖地と越冬地を季節によって移動している鳥（種）である。ウグイス、ヒヨドリ、ホオジロなどが代表的である。
渡り鳥との違いは、渡り鳥がシベリアから日本、というように日本国外から日本へ比較的長距離を移動するのに対して、漂鳥の場合は山地から平地に移動するなど、日本国内を比較的近距離を移動するのみである。このため、同じ種類でも生息地によって留鳥となる場合がある（例：ウグイス）。
漂鳥には多数の鳥（種）がいると考えられているが、実態が明らかでないこともあり、図鑑等ではこの用語を避けているものもある。
要するに、夏であれば寒いところで過ごし、冬であれば暖かいところで過ごす鳥のことである。

## 定義に対する疑義
日本野鳥の会 参与（2023年12月現在）の安西英明氏は、漂鳥の定義について疑義を呈し、次のように述べている。
 （日本野鳥の会発刊の）『山野の鳥』では漂鳥という言い方はやめています（※安西氏は同書の解説文を執筆している）。『フィールドガイド　日本の野鳥』も全部書き直しましたけど、一番間違っていると思うのは、「漂鳥」という定義を「国内の渡り」としている図鑑が多いことです。しかし国内しか渡っていないかどうか、わからないのです。ウグイスだって、サハリンとか中国大陸から来ている可能性もあります。要するに鳥の渡りっていうのは全然わかっているわけではなくて、一部（の種類）が標識を付けて、ここからここまで来てるだろうなという推測がされているのが多いのです。（また）個体差もありますし、地域差もありますので。

秋から冬に低地で増えたりする、それから春夏は山に多いっていう鳥を、山から下に降りるとか、短い距離だけ渡っているということで「漂鳥」という言い方を図鑑ではしていますが、実はわかっているわけではありません。多く（の鳥）がほとんど移動してますので、移動の仕方によって、夏鳥冬鳥ほど長くは渡っていない、長距離は飛んでないだろうな、という鳥を「漂鳥」としているだけの話です。